# Sima Yi
Sima Yi (Zhongda) (179-251) was een Chinees generaal en strateeg in het Wei-rijk en nam in 249 de feitelijke macht in Wei over. Hij was de vader van Sima Shi en Sima Zhao en de grootvader van Sima Yan, die in 265 de eerste keizer van de Jin-dynastie werd.

## Politieke en militaire loopbaan
Sima Yi diende eerst de eerste minister van Han en later koning van Wei Cao Cao. Die kon hem goed gebruiken, maar zag hem ook als een bedreiging.
Na Cao Cao's dood in 220 diende Sima Yi onder de eerste twee Wei-keizers Cao Pi en Cao Rui. Hij voerde voornamelijk oorlog met Zhuge Liang van Shu, zijn grote rivaal. Tot diens dood in 234 wist Sima Yi Zhuge's tien invasies te weerstaan.
Daarna onderdrukte Sima Yi een opstand in het noorden van Wei, waar Gongsun Yuan de onafhankelijkheid van Yan had verklaard. Kort daarna (239) overleed Cao Rui. Op zijn sterfbed benoemde hij Cao Fang als zijn opvolger en Sima Yi en Cao Shuang als diens beschermers.
Na een ruzie met Cao Shuang trok Sima Yi zich terug, maar in 249 pleegde hij een staatsgreep en ontnam daarmee de keizerlijke familie al hun macht. Voortaan was de Sima-familie oppermachtig in Wei.
Sima Yi overleed in 251.

## Sima Yi's nalatenschap
Met zijn staatsgreep had Sima Yi de evenwichten in Wei veranderd in het voordeel van zijn eigen familie. Zijn zoon Sima Shi volgde hem op als eerste minister, en toen hij stierf nam zijn broer Sima Zhao het over. Deze slaagde er in 263 in om Shu te onderwerpen, maar stierf vlak daarna. Zijn zoon Sima Yan stootte de laatste Wei-keizer van de troon en stichtte de Jin-dynastie, en veroverde ook het laatste koninkrijk Wu in 280. Men kan zeggen dat Sima Yi de basis heeft gelegd voor de regering die China heeft herenigd na 100 jaar oorlog.